# Teatro Universitario Arcos Caracol
El Teatro Universitario Arcos Caracol fue un teatro universitario de la Ciudad de México perteneciente a la Universidad Nacional Autónoma de México (UNAM) ubicado en la Avenida Chapultepec, en la colonia Roma. Concebido en los años 60, fue pionero en la expresión contracultural, en estrenar obras de autores innovadores en el teatro y contenidos relacionados con la diversidad sexual.

## Historia
El teatro formó parte del sistema de teatros universitarios de la UNAM que, junto a foros como el Teatro Carlos Lazo de la Facultad de Arquitectura, el Teatro del Caballito y el foro Rosario Castellanos de la Casa del Lago presentaban producciones derivadas del quehacer teatral de la UNAM, así como el permitir la puesta en escena de obras de carácter experimental o que incluían innovaciones en el ámbito histriónico difíciles de presentar en los circuitos más comerciales. Estos últimos afines por entonces al realismo influido por el teatro español. Las funciones presentadas en este recinto hacían que cada obra presentada tuviera el teatro a su máxima capacidad, de 110 butacas. El espacio era una adaptación de un garaje al que se techó y se le integró un escenario y unas butacas. Recibió su nombre debido el fragmento del Acueducto de Chapultepec que se encuentra frente a la puerta del teatro y la compañía El Caracol de José de Jesús Aceves. El teatro representó un referente de centro cultural para las zonas de las colonias Roma y Juárez. Fue inaugurado el 1 de abril de 1958 con el montaje de Trébol de Muerte o Las Viejas Damas, del dramaturgo Rodney Acklan en la que actuaron Prudencia Grifell, María Douglas y María Teresa Rivas, con una traducción de Eleazar Canale.
En este foro se realizó en 1975 la puesta en escena In memoriam dirigida por Héctor Mendoza, director teatral considerado innovador en su época. Escrita expresamente para la primera generación que egresó del Centro Universitario de Teatro, en esta obra debutaron las actrices Julieta Egurrola y Margarita Sáinz. Otras obras presentadas en el Teatro Arcos Caracol incluyen: Historia de Vasco, dirigida por Hector Azar en 1963; Fiesta de cumpleaños dirigida por Ludwik Margules; Él, dirigida por Juan José Gurrola, Los insectos con Julio Castillo, entre otras. También fue espacio para el estreno en México de obras de Eugene Ionesco. En este teatro se presentó entre 1980 y 1981 la primera obra considerada teatro gay por la crítica, Y sin embargo se mueven, un montaje teatral de José Antonio Alcaraz, Fernando López Arriaga y Tito Vasconcelos.